# Ministerie van Financiën en Planning
Het Ministerie van Financiën & Planning is een Surinaamse overheidsorgaan dat belast is met de fiscale en financiële uitvoering van het beleid van de overheid. Tot 2020 was de naam Ministerie van Financiën.
Tot en met het begin van de 21e eeuw was het gebouw van het ministerie van Financiën gevestigd aan het Onafhankelijkheidsplein 3. Dit gebouw is begin jaren 2020 niet meer in gebruik. De hoofdvestiging van het ministerie staat sindsdien aan de S.M. Jamaludinstraat 26. Directoraten werden gevestigd aan de Jacques Gompertsstraat 3 (Financiën), Henck Arronstraat 36 (Planning en Ontwikkelingsfinanciering) en Kerkplein 12 (Belastingen). Aan de Van Sommelsdijckstraat staat het Centraal Belastingkantoor.
De taken van het ministerie werden in 1991 door De Nationale Assemblée vastgesteld en kende daarna nog enkele aanpassingen. Enkele van de verantwoordelijkheidsgebieden zijn het financiële en monetaire beleid, verzekeringswezen, staatsleningen, schatkistbiljetten, beheer van en toezicht op de staatsgelden, nationale loterijen, postwezen, invoerrechten (Douane), accijnzen en de Centrale Landsaccountantsdienst.